# Роберт Топала
Роберт Ніколас Крістіан Топала (англ. Robert Nicholas Christian Topala, знаний як RobTop; нар. 23 лютого 1987, Уппландс-Весбю, Швеція) — незалежний шведський розробник відеоігор, аніматор і музикант, що прославився платформером «Geometry Dash».

## Біографія

### Особисте життя
Народився 23 лютого 1987 року у шведському місті Уппланд-Весбю, де мешкає і донині. Про його особисте життя невідомо нічого, крім того, що він одружений з Аннікою Деннерстол.

### Flash- та iOS ігри
18 грудня 2007 року у партнерстві з двома друзями опублікував анімацію «Constant Struggle», спочатку створену як шкільний проєкт. 6 червня 2010 року Топала створив свою першу відеогру «Bounce Ball Thingy». Цю, і деякі наступні проєкти він публікував на вебсайті Newgrounds. На початку Топала мав лише базові знання з програмування. Позитивні відгуки про його ігри на вебфорумах надихнули автора. Водночас він навчався в університеті на інженера-будівельника. Пізніше кинув курс, оскільки почав більше цікавитися індустрією відеоігор.
Поступово Топала переорієнтувався на розробку ігор для iOS. Незадовго до цього, 7 лютого 2012 року, заснував студію Rune Digital і разом зі своїми колегами розпочав розробку платформера «Forlorn». Її прототип номінували на премію Swedish Game Awards 2012, також опублікували кілька трейлерів і відеодемонстрацій ігрового процесу. Після цього будь-які новини про гру не з'являлися.
Топала вирішив зайнятися розробкою відеоігор самостійно, заснувавши 2013 року RobTop Games. Першою відеогрою, яку він випустив під брендом RobTop Games, була відеогра-головоломка «Boomlings», випущена 5 листопада 2012 року для мобільних пристроїв. Топала продовжував випускати відеоігри, зокрема «Memory Mastermind» (2013) та «Boomlings MatchUp» (2013).
2017 року взяв участь у конкурсі «Шведський молодий підприємець року». Дійшовши до фіналу, посів друге місце у змаганнях. Журі послалося на його «екстраординарний талант» і доморощений характер його бізнесу як докази на користь цього місця. 2018 року RobTop Games придбала Fäbodarna AB за п'ять мільйонів крон (близько 480 000 доларів США).

### «Geometry Dash»
29 квітня 2013 року Топала анонсував гру-платформер «Geometry Jump», пізніше перейменувавши її в «Geometry Dash». Спочатку він припускав «Geometry Dash» як комп'ютерну гру, проте пізніше змінив свій план і спробував зробити її мобільною. Розробка зайняла чотири місяці на ігровому рушії Cocos2d з використанням на той момент базових знань Топали в галузі програмування. Загальна ідея «Geometry Dash» полягала в тому, щоб віддати шану «Super Mario Bros.» й іншим платформерам, у які він грав у дитинстві. Його також надихнули свіжі ігри для iOS, як-от «The Impossible Game», «Bit.Bit» і «Super Meat Boy». За словами Топали, у «Geometry Dash» «не було детального плану», і «все починалося як шаблон з кубом, який міг розбиватися і стрибати». Гра вийшла 13 серпня 2013 року для мобільних пристроїв і 22 грудня 2014 року для Steam (Microsoft Windows і macOS).
На момент випуску «Geometry Dash» складалася лише з семи рівнів, проте з пізнішими оновленнями повної версії до них додалося ще п'ятнадцять. Незабаром вона набула популярності у всьому світі. Існує чотири безкоштовні, мобільні версії гри, випущені у 2013, 2015, 2016 та 2017 роках відповідно: «Geometry Dash Lite», «Geometry Dash Meltdown», «Geometry Dash World», «Geometry Dash SubZero». 14 серпня 2021 року Топала опублікував на своєму YouTube-каналі відеоролик про версію 2.2 — перше велике оновлення з 2017 року. 4 вересня 2022 року випустив другий анонс, більш ніж за рік після першого. У серпні 2023 року під час прямої трансляції на Youtube в рамках святкування 10-річного ювілею гри оголосили про вихід нового оновлення для «Geometry Dash». У жовтні 2023 року на офіційному каналі гри вийшов трейлер «Geometry Dash 2.2». 20 грудня 2023 року оновлення 2.2 офіційно вийшло в Steam, Google Play й App Store.

## Розроблені ігри
| Рік  | Назва                  | Платформа(и)                 | Примітки      |
| ---- | ---------------------- | ---------------------------- | ------------- |
| 2012 | Boomlings              | iOS, Android                 | [ 8 ]         |
| 2013 | Memory Mastermind      | iOS, Android                 | [ 9 ]         |
| 2013 | Boomlings MatchUp      | iOS, Android                 | [ 10 ]        |
| 2013 | Geometry Dash          | iOS, Android, Windows, macOS | [ 24 ] [ 25 ] |
| 2013 | Geometry Dash Lite     | iOS, Android                 | [ 26 ]        |
| 2015 | Geometry Dash Meltdown | iOS, Android                 | [ 27 ] [ 28 ] |
| 2016 | Geometry Dash World    | iOS, Android                 | [ 29 ]        |
| 2017 | Geometry Dash SubZero  | iOS, Android                 | [ 30 ]        |